# Vecchia residenza

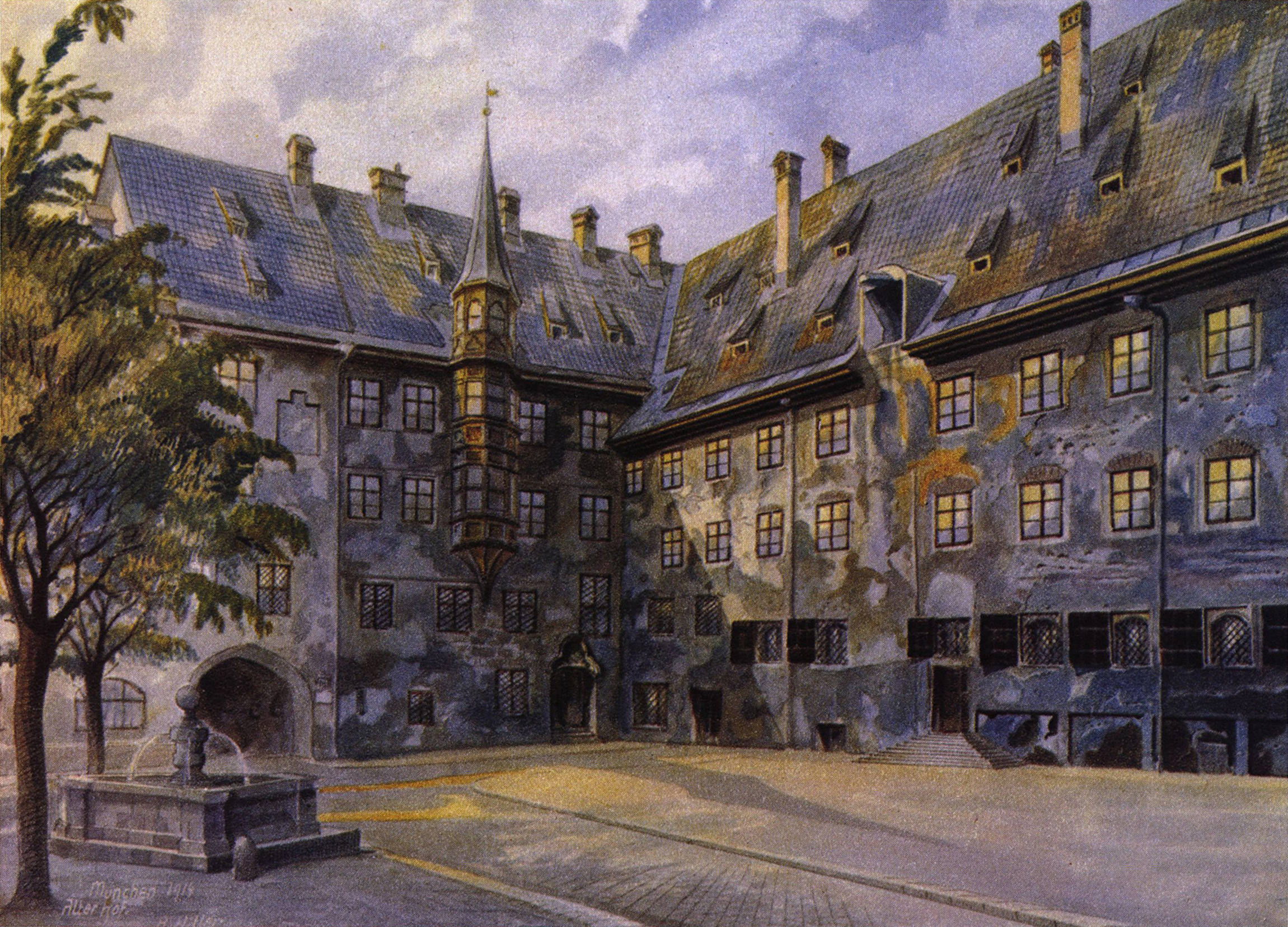
Il cortile della vecchia residenza di Monaco, quadro dipinto da Adolf Hitler nel 1914

L'Alter Hof (in italiano Vecchia residenza) nel centro di Monaco di Baviera è l'ex residenza imperiale di Ludovico il Bavaro, imperatore del Sacro Romano Impero e si compone di cinque ali: Burgstock, Zwingerstock, Lorenzistock, Pfisterstock e Brunnenstock. Come la maggior parte del centro storico, fu ricostruito dopo essere stato distrutto durante la seconda guerra mondiale. Adolf Hitler ne realizzò un dipinto durante gli anni giovanili.

## Storia

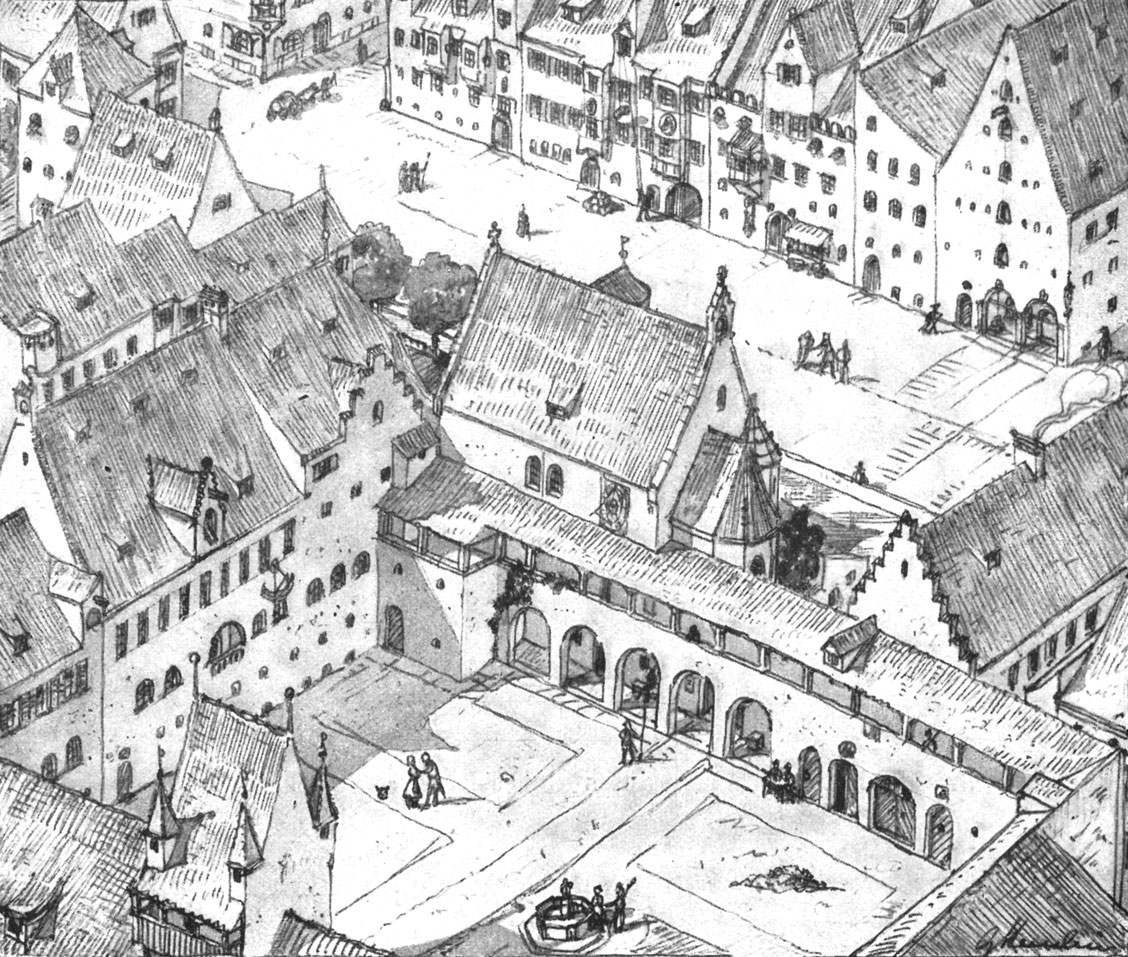
Ricostruzione dell'Alter Hof attorno al 1570

Gli scavi archeologici hanno dimostrato che un castello esisteva già nel XII secolo. Dopo la prima spartizione della Baviera nel 1255, l'Alter Hof divenne la residenza di Luigi II di Baviera nella parte allora nord-orientale della città. Il castello fu la prima residenza imperiale permanente nel Sacro Romano Impero sotto il figlio Luigi IV, imperatore del Sacro Romano Impero. La Cappella di San Lorenzo sul lato nord, demolita più tardi nel XIX secolo, ospitava un tempo le insegne della casata dei Wittelsbach.
Dopo alcuni moti, il castello divenne troppo insicuro e, nel corso di un ampliamento della città, insieme alla costruzione di una nuova doppia cinta muraria, i duchi Wittelsbach scelsero ancora una volta l'angolo estremo nord-est come luogo per un residenza ducale sostitutiva. Di conseguenza, essendo di nuova costruzione, il castello fu chiamato "Neuveste", nuova fortezza. Nel corso dei secoli, la Neuveste si sarebbe poi trasformata in quella che oggi è la Residenza di Monaco. Quando il duca Sigismondo visse nell'Alter Hof alla fine del XV secolo e vi apportò ulteriori modifiche strutturali, tra cui la pittura del cortile con decorazione a losanga, l'attuale residenza era già il Neuveste. Nella prima metà del XVI secolo, il duca Guglielmo IV trasferì definitivamente la residenza ai Neuveste. Pertanto, dal XVI secolo in poi, l'Alter Hof fu solo sede di diversi dipartimenti governativi, tra cui l'amministrazione.
Nel 1591–92 fu costruito il Pfisterstock con timpani decorativi tipici del Rinascimento; è stato attribuito a Wilhelm Egkl. Nella prima metà del XVII secolo fu costruito un edificio per la birreria e l'ufficio della birreria, noto come Brunnenstock dalla fine del XVIII secolo. Questo fu poi sostituito da Georg Friedrich Ziebland nel 1831/32 da un nuovo edificio sulle vecchie fondamenta per la Commissione Direttiva. All'inizio del 19º secolo, la cappella di St.Lorenz fu demolita. Anche la torre fu rimossa ma successivamente ricostruita. Al posto della chiesa, nel 1816–1819 fu costruita la neoclassica Lorenzistock lungo la strada Hofgraben.

## Ristrutturazione e turismo
Le ali occidentali tardo gotiche (il Burgstock con la sua torre e il suo bovindo decorato e lo Zwingerstock), che furono modificate sotto il duca Sigismondo, sono state conservate. Dopo le distruzioni della seconda guerra mondiale il castello fu ricostruito. Porzioni di esso (Lorenzistock, Pfisterstock e Brunnenstock) sono state riqualificate in stile postmodernista per fungere da uffici e appartamenti di lusso nel 2005/2006, con grande sgomento pubblico.
La mostra Münchner Kaiserburg (Il castello imperiale di Monaco) si trova nel seminterrato dell'Infopoint. Si trova nell'antica cantina a volta risalente al 1300 circa. Un cortometraggio (tedesco/inglese) illustra la storia della Corte Vecchia, la città di Monaco e la vita e il governo del suo famoso residente Luigi IV, Sacro Romano Impero Imperatore. La mostra racconta anche la leggenda del bovindo sull'ala ovest, che dai locali è chiamato "Affentürmchen" (Torre delle scimmie).
Nel Museo Nazionale Bavarese fu trasferita la targa di donazione del 1324, un rilievo raffigurante l'imperatore Ludovico e la sua seconda moglie Margherita d'Olanda, con al centro la Madre di Dio in trono con il bambino, che anticamente era sul lato nord della navata , oltre ad un affresco per una sala ancestrale, risalente al 1460, raffigurante gli antenati dei duchi Wittelsbach con il loro stemma.

## Antica zecca (Alte Münze)
Un arco a nord collega l'Alter Hof con un edificio in stile rinascimentale che originariamente serviva per le scuderie ducali e le collezioni d'arte di Alberto V, duca di Baviera. Fu costruito dall'architetto di corte Wilhelm Egkl nel 1563. Successivamente servì come zecca. Il cortile interno ha mantenuto i suoi portici rinascimentali mentre la facciata ovest è stata ridisegnata in stile neoclassico nel 1809. Infine, la facciata nord è stata restaurata con decorazione neogotica quando è stata costruita la Maximilianstrasse per adattarla al contesto della nuova strada.